# تپه کوند ۵
تپه کوند ۵ مربوط به دوران‌های تاریخی پس از اسلام است و در شهرستان بوئین‌زهرا، روستای کوند واقع شده و این اثر در تاریخ ۱۷ اسفند ۱۳۸۱ با شمارهٔ ثبت ۷۵۵۶ به‌عنوان یکی از آثار ملی ایران به ثبت رسیده است.